# Kodeks 0189
Kodeks 0189 (według numeracji Gregory-Aland) – wczesny grecki rękopis Nowego Testamentu, spisany w formie kodeksu na pergaminie. Paleograficznie datowany jest na II albo III wiek. Zawiera fragmenty Dziejów Apostolskich. Prawdopodobnie jest najwcześniejszym pergaminowym rękopisem Nowego Testamentu. Tekst rękopisu jest ceniony przez krytyków tekstu. Przechowywany jest w Berlinie, cytowany jest w krytycznych wydaniach greckiego Nowego Testamentu.

## Opis
Zachowała się 1 karta rękopisu z tekstem Dziejów Apostolskich (5,3-21). Oryginalna karta miała rozmiary 18 na 11 cm. Tekst pisany jest jedną kolumną na stronę, 32 linijki w kolumnie. Rękopis sporządzony został przez profesjonalnego skrybę, a w najgorszym wypadku przez kogoś, kto miał doświadczenie w kopiowaniu. Paginacja wskazuje, że oryginalny kodeks zawierał tylko księgę Dziejów Apostolskich.
Nomina sacra pisane są skrótami: ΑΝΟΣ dla ανθρωπος (człowiek), ΠΝΑ dla πνευμα (duch), ΚΥ dla κυριου (Pana), ΚΩ dla κυριω (Panu), ΙΛΗΜ dla Ιερουσαλημ (Jeruzalem), ΘΩ dla Θεω (Boga), ΙΣΗΛ dla Ίσραηλ (Izrael).

## Tekst
Grecki tekst rękopisu Kurt Aland określił jako co najmniej „normal text” i zaklasyfikował do kategorii I. Głównym powodem jest wczesna data kodeksu. Tekst niemal wszędzie jest zgodny z aleksandryjskimi rękopisami, a to oznacza, że reprezentuje aleksandryjską tradycję tekstualną.
Od wydania Nestle-Alanda różni się tylko w jednym miejscu, w Dz 5,12, gdzie daje παντες zamiast απαντες (synonimy tłumaczone na „wszyscy”) i jest w tym zgodny z Kodeksem Aleksandryjskim, Watykańskim i Bazylejskim.

## Historia
Rękopis powstał w Egipcie. Znaleziony został w Hermopolis. Tekst rękopisu opublikował A. H. Salonius w 1927 roku. W 1928 roku Ernst von Dobschütz umieścił go na liście rękopisów Nowego Testamentu, w grupie kodeksów uncjalnych, dając mu numer 0189.
Początkowo rękopis był datowany na IV wiek. Tak datował wydawca kodeksu, Salonius. Colin Henderson Roberts uznał, że styl pisma jest znacznie wcześniejszy niż IV wiek i zaproponował wcześniejszą datę dla kodeksu – przełom II i III wieku. Za takim datowaniem opowiedział się Aland i w taki sposób datowany jest obecnie przez INTF. Według Comforta pod względem paleograficznym rękopis przypomina Papirus 4, P. Oxy. 661 oraz P. Oxy. 2404, jakkolwiek jest młodszy od każdego z nich (zwłaszcza ze względu na małe omikron). Comfort datuje go na koniec II lub początek III wieku i uważa za najwcześniejszy pergaminowy rękopis Nowego Testamentu.
Rękopis został wprowadzony do aparatu krytycznego w 25 wydaniu Novum Testamentum Graece Nestle-Alanda (1963). Odtąd cytowany jest w krytycznych wydaniach greckiego Nowego Testamentu (UBS3, UBS4, NA26, NA27). 27 wydanie Nestle-Alanda (NA27), które wśród greckich rękopisów Nowego Testamentu wprowadziło rozróżnienie na świadków I i II rzędu, cytuje go jako świadka I rzędu.
Obecnie przechowywany jest w Staatliche Museen zu Berlin (P. 11765) w Berlinie.